# 松树林站
松树林站是位于黑龙江省大兴安岭地区加格达奇区加北乡松树林的一个铁路车站，邮政编码165011。车站建于1967年，有富西铁路经过该站，现仅办理客运业务，不办理货运业务，车站及其上下行区间均未电气化。车站距离富裕站387公里，隶属中国铁路哈尔滨局集团，是五等站。